# Cyrtopodium holstii
Cyrtopodium holstii är en orkidéart som beskrevs av Lou Christian Menezes. Cyrtopodium holstii ingår i släktet Cyrtopodium, och familjen orkidéer. Inga underarter finns listade i Catalogue of Life.